# Wirtschaftslandschaft

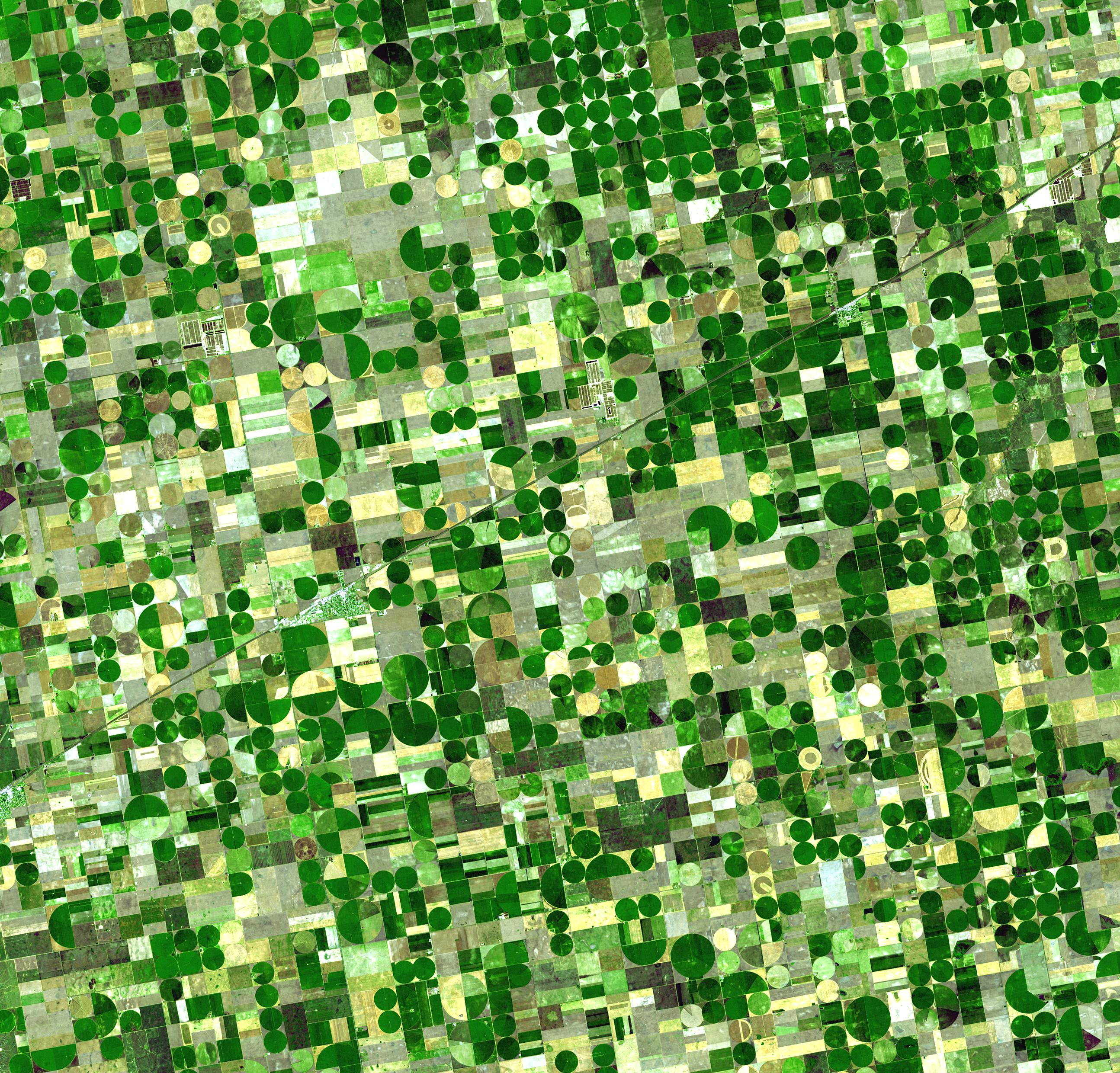
Satellitenaufnahme der durch kreisförmige Bewässerung geprägten Agrarlandschaft in Kansas

Eine Wirtschaftslandschaft ist ein Landschaftstyp, der von verschiedenen Formen der Landwirtschaft geprägt wird. Die natürliche Vegetation wird weitgehend oder fast ausschließlich durch kultivierte Nutzpflanzen (Feldfrüchte, Weidegräser, forstwirtschaftliche Gehölze – häufig in Monokulturen) ersetzt. Es existieren zwei unterschiedlichen Begriffsbestimmungen:

## Enge Definition als Unterkategorie der Agrarlandschaft
Eine Wirtschaftslandschaft bezeichnet durch großräumige Wirtschaftsweisen intensiv genutzte Agrarflächen, die durch nivellierende Eingriffe des Menschen, Ausräumung von raumgliedernden Landschaftselementen sowie durch Uniformität geprägt sind und deren Haushalt über künstliche Eingriffe im ökologischen Gleichgewicht gehalten wird.
Diese Definition beschränkt sich nicht nur auf die Pflanzendecke als Indikator für die Intensität der Landnutzung, sondern bezieht auch den Grad der Entfernung des Menschen von einer gewachsenen Kulturlandschaft ein, zu welcher der gestaltende Landwirt noch ein inniges Verhältnis hatte. Aus sozioökologischen Gründen ist es ein Anliegen der Industriestaaten, ihre gewachsenen Kulturlandschaften zu erhalten und nachhaltig zu pflegen (siehe auch Landschaftspflege).

## Weite Definition als Unterkategorie der Kulturlandschaft
Die Bezeichnung Wirtschaftslandschaft ist ein Oberbegriff für Agrarlandschaften, Wirtschaftswälder und Industrielandschaften und steht neben den Historischen Kulturlandschaften, den Siedlungslandschaften und den Urbanen Landschaften.